# Temporada 1962-63 de l'NBA
La temporada 1962-63 de l'NBA fou la 17a en la història de l'NBA. Boston Celtics fou el campió després de guanyar a Los Angeles Lakers per 4-2. Aquest seria el cinquè dels vuit anells consecutius que aconseguirien els Celtics.

## Classificacions
- Divisió Est

| Equip              | V  | D  | %V   | P  |
| ------------------ | -- | -- | ---- | -- |
| Boston Celtics C   | 58 | 22 | ,725 | -  |
| Syracuse Nationals | 48 | 32 | ,600 | 10 |
| Cincinnati Royals  | 42 | 38 | ,525 | 16 |
| New York Knicks    | 21 | 59 | ,263 | 37 |

- Divisió Oest

| Equip                  | V  | D  | %V   | P  |
| ---------------------- | -- | -- | ---- | -- |
| Los Angeles Lakers     | 53 | 27 | ,663 | -  |
| St. Louis Hawks        | 48 | 32 | ,600 | 5  |
| Detroit Pistons        | 34 | 46 | ,425 | 19 |
| San Francisco Warriors | 31 | 49 | ,388 | 22 |
| Chicago Zephyrs        | 25 | 55 | ,313 | 28 |

* V: Victòries
* D: Derrotes
* %V: Percentatge de victòries
* P: Diferència de partits respecte al primer lloc
* C: Campió

## Estadístiques
| Categoria                   | Jugador          | Equip                  | Mitjana/% |
| --------------------------- | ---------------- | ---------------------- | --------- |
| Punts per partit            | Wilt Chamberlain | San Francisco Warriors | 44,8      |
| Rebots per partit           | Wilt Chamberlain | San Francisco Warriors | 24,3      |
| Assistències per partit     | Guy Rodgers      | San Francisco Warriors | 10,4      |
| Percentatge de tirs de camp | Wilt Chamberlain | San Francisco Warriors | 52,8      |
| Percentatge de tirs lliures | Larry Costello   | Syracuse Nationals     | 88,1      |

## Premis
- MVP de la temporada
  -  Bill Russell (Boston Celtics)

- Rookie de l'any
  -  Terry Dischinger (Chicago Zephyrs)

- Primer quintet de la temporada
  - Bob Pettit, St. Louis Hawks
  - Elgin Baylor, Los Angeles Lakers
  - Oscar Robertson, Cincinnati Royals
  - Jerry West, Los Angeles Lakers
  - Bill Russell, Boston Celtics

- Segon quintet de la temporada
  - Hal Greer, Syracuse Nationals
  - Bob Cousy, Boston Celtics
  - Wilt Chamberlain, San Francisco Warriors
  - Bailey Howell, Detroit Pistons
  - Tom Heinsohn, Boston Celtics

- Millor quintet de rookies
  - Terry Dischinger, Chicago Zephyrs
  - Chet Walker, Syracuse Nationals
  - Zelmo Beaty, St. Louis Hawks
  - John Havlicek, Boston Celtics
  - Dave DeBusschere, Detroit Pistons